# Neunhausen
Neunhausen (luxemburguès Néngsen, alemany Neunhausen) és una vila de la comuna d'Esch-sur-Sûre i antigua comuna al nord-oest de Luxemburg, en el cantó de Wiltz. Comprèn les viles de Neunhausen, Bonnal, Insenborn i Lultzhausen.

## Població
| Nacionalitat   | Població | %      |
| -------------- | -------- | ------ |
| luxemburguesos | 197      | 79,12% |
| Forasters      | 52       | 20,88% |
| - portuguesos  |          |        |
| - francesos    | 1        | 0,40%  |
| - italians     | 4        | 1,61%  |
| - belgues      | 8        | 3,21%  |
| - alemanys     | 2        | 0,80%  |
| - iugoslaus    | 26       | 10,44% |
| - altres       | 11       | 4,42%  |

## Evolució demogràfica
| Any        | Població |
| ---------- | -------- |
| 15/02/2001 | 249      |
| 01/01/2002 | 260      |
| 01/01/2003 | 244      |
| 01/01/2004 | 248      |
| 01/01/2005 | 253      |